# ليوناردو سيمينو
ليوناردو سيمينو (بالإنجليزية: Leonardo Cimino)‏ مواليد 4 نوفمبر 1917 في مانهاتن، الولايات المتحدة - الوفاة 3 مارس 2012 في وودستوك، الولايات المتحدة، هو ممثل أمريكي بدأ مسيرته الفنية سنة 1936. امتدت مسيرته الفنية لأكثر من 72 عاما.

## الأعمال

### أفلام
- كثيب (1984)
- مجذوبة القمر (1987) (بدور: فيليكس)
- عالم الماء (1995)

### مسلسلات
- ريانز هوب (1981)
- حياة واحدة للعيش (1984)

## روابط خارجية
- ليوناردو سيمينو على موقع IMDb (الإنجليزية)
- ليوناردو سيمينو على موقع ألو سيني (الفرنسية)
- ليوناردو سيمينو على موقع أول موفي (الإنجليزية)
- ليوناردو سيمينو على موقع قاعدة بيانات برودواي على الإنترنت (الإنجليزية)
- ليوناردو سيمينو على موقع قاعدة بيانات الأفلام السويدية (السويدية)
- ليوناردو سيمينو على موقع إن إن دي بي (الإنجليزية)
- ليوناردو سيمينو على موقع قاعدة بيانات الفيلم (الإنجليزية)
- ليوناردو سيمينو على موقع كينوبويسك (الروسية)